# 筏義人
筏 義人（いかだ よしと、1935年10月15日 - ）は、日本の生体工学者。京都大学名誉教授。工学博士（京都大学、1963年）。医学博士（京都大学、1984年）兵庫県出身。

## 略歴
- 1958年3月：京都大学工学部繊維化学科卒業
- 1963年3月：京都大学大学院工学研究科繊維化学専攻博士課程単位取得満期退学（6月修了）
- 1963年4月：京都大学工学部助手
- 1967年4月：京都大学工学部高分子化学科助教授（基礎高分子化学講座）
- 1977年1月：京都大学化学研究所助教授（繊維化学研究部門）
- 1981年7月：京都大学医用高分子研究センター教授（材料合成研究部門）
- 1988年4月：京都大学医用高分子研究センター長（1990年6月まで）
- 1990年4月：京都大学工学部高分子化学科教授（6月まで）
- 1990年6月：京都大学生体医療工学研究センター（現：京都大学医生物学研究所）教授・センター長
- 1998年4月：京都大学再生医科学研究所（現：京都大学医生物学研究所）教授（生体組織工学研究部門　生体材料学分野）
- 1999年3月：京都大学定年退官
- 1999年4月：京都大学名誉教授、鈴鹿医療科学大学医用工学部教授
- 2000年4月：秋田大学地域共同研究センター客員教授（2001年3月まで）
- 2006年4月：奈良県立医科大学医学部教授（大和ハウス住居医学寄附講座）

学外における役職
- 1992年4月：日本バイオマテリアル学会会長（1996年3月まで）
- 1996年6月：日本学術振興会未来開拓事業「再生工学」推進委員会委員長（2001年3月まで）

## 受章歴
- 2015年4月：春の叙勲で瑞宝中綬章受章[1]。